# Орден Святого рівноапостольного князя Володимира (УПЦ МП)
Орден святого рівноапостольного князя Володимира — це загальноцерковний орден Російської православної церкви в Україні. Його встановлено для нагородження єпископату, духовенства, мирян, а також державних діячів, працівників культури та мистецтв за особистий внесок у справі відродження духовності, піднесення ролі церкви в житті суспільства і держави.

## Статут

### Загальні положення
Орден святого рівноапостольного князя Володимира встановлено для нагородження єпископату, духовенства, мирян, а також державних діячів, працівників культури та мистецтв за особистий внесок у справі відродження духовності, піднесення ролі Церкви у житті суспільства і держави.
- Нагородження орденом здійснюється за благословенням Предстоятеля УПЦ МП.
- Особі, нагородженій орденом, вручаються орден і грамота.
- Нагородження вдруге, з врученням одного й того ж ордена одного й того ж ступеня, не проводиться.
- Орденом нагороджуються громадяни України та іноземні громадяни.
- Відзнака «Орден святого рівноапостольного князя Володимира» має три ступені. Найвищим ступенем ордена є І ступінь.
- Нагородження орденом проводиться послідовно, починаючи з III ступеня.

### Порядок представлення до нагородження
Нагородження проводиться за поданням правлячих архієреїв на ім'я Митрополита Київського та всієї України. Вносити пропозиції про нагородження орденом можуть також органи законодавчої, виконавчої та судової влади. Рішення про нагородження приймається Комісією з нагороджень.

### Порядок вручення
- Вручення ордена проводиться в урочистій обстановці.
- Орден, як правило, вручає Предстоятель Української Православної Церкви або, за його благословенням, єпархіальний архієрей.
- Орден носять з правого боку грудей.
- У випадку втрати (псування) ордена дублікат не видається.

## Вигляд
Орден I ступеня виготовляється з міді та покривається позолотою (товщина покриття — 0,2 мк). Відзнака має форму багатопроменевої зірки, на яку накладено хрест, кожна сторона якого має форму корони святого князя Володимира. У середині хреста розміщено круглий медальйон з профільним барельєфом святого князя Володимира. Коло медальйона оздоблено 24 стразами червоного кольору «під рубін». На зворотному боці — застібка для прикріплення ордена до одягу та вигравіювано номер відзнаки. Розмір ордена між протилежними кінцями хреста — 65×65 мм, діаметр медальйона — 28 мм.
Орден II ступеня виготовляється з міді та покривається сріблом з чорнінням (товщина покриття — 9 мк). Відзнака має форму багатопроменевої зірки, на яку накладено хрест, кожна сторона якого має форму корони святого князя Володимира. У середині хреста розміщено круглий медальйон з профільним барельєфом святого князя Володимира. Медальйон вкрито сріблом товщиною 0,2 мк. Коло медальйона оздоблено 24 стразами червоного кольору «під рубін». На зворотному боці — застібка для прикріплення ордена до одягу та вигравіювано номер відзнаки. Розмір ордена між протилежними кінцями хреста — 65×65 мм, діаметр медальйона — 28 мм.
Орден III ступеня такий самий, як і II ступеня, але не має зірки.

## Кавалери

### I ступеня
- Абрамчук Микола Іванович (21 листопада 2008)
- Антіпов Олександр Миколайович (травень 2008)
- Бабенко Геннадій Олександрович (16 травня 2007)
- Бойко Володимир Семенович (19 травня 2005)
- Большаков Володимир Іванович (2006)
- Громов Олександр Олександрович ([25 березня]] 2019)
- Даневич Микола Володимирович (24 квітня 2008)
- Гетьманенко Юрій Іванович (4 жовтня 2006)
- Єлізаров Павло Олександрович (2011)
- Ілля II (Католикос-патріарх всієї Грузії) 2011
- Ісак Валентин Миколайович (9 квітня 2008)
- Косенко Анатолій Тихонович (7 грудня 2008)
- Кривопішин Олексій Мефодійович (30 жовтня 2005)
- Кучма Леонід Данилович (1999)
- Лисов Ігор Володимирович (13 жовтня 2010)
- Литвиненко Михайло Семенович (2017)
- Мазур Геннадій Федорович (2007)
- Муравченко Федір Михайлович (2000)
- Науменко Анатолій В'ячеславович (20 грудня 2002)
- Стельмах Володимир Семенович (20 травня 2005)
- Сівець Віктор Миколайович (19 травня 2013)
- Сінченко Віктор Миколайович (29 жовтня 1998)
- Узун Михайло Валентинович (1 листопада 2008)
- Тихонов Віктор Миколайович (25 січня 2007)
- Толстоног Віктор В'ячеславович (8 січня 2007)
- Феодор (Мамасуєв) (22 травня 2003)

### II ступеня
- Амвросій (Полікопа) (3 березня 1988)
- Анатолій (Гладких) (28 липня 2007)
- Арсеній (Яковенко) (2003)
- Бедриківський Володимир Володимирович (8 травня 2007)
- Білоус Іван Андрійович (17 жовтня 2007)
- Бузько Юрій Іванович (28 лютого 2007)
- Власов В'ячеслав Всеволодович (4 жовтня 2017)
- Галелюк Микола Михайлович (8 травня 2007)
- Гавриш Степан Богданович (2003)
- Дерев'янко Іван Михайлович (10 червня 2008)
- Качан Віктор Якович (14 жовтня 2007)
- Марон Іван Едуардович (вересень 2007)
- Митрофан (Юрчук) (19 листопада 2002)
- Николай (Грох) (5 вересня 2004)
- Олександр (Драбинко) (2007)
- Пантелеймон (Бащук) (25 січня 2005)
- Пантелеймон (Луговий) (9 листопада 2007)
- Лук'янов Валентин Борисович (22 вересня 2006)
- Пресняков Борис Михайлович (2007)
- Садовий Сергій Миколайович (16 січня 2009)
- Симеон (Шостацький) (3 листопада 2002)
- Софроній (Дмитрук) (2002)
- Соха Володимир Георгійович (23 липня 2004)
- Стоянов Микола Степанович (10 січня 2008)
- Цись Олександр Іванович (07 квітня  2007)
- Шевченко Іван Прокопович (15 вересня 2002)
- Улинець Ернест Михайлович (26 квітня 2007)
- Пугач Олександр Григорович (2012)
- Мирний Олександр Борисович (2013)
- Казаков Григорий Иванович (2013)

### III ступеня
- Євлогій (Гутченко) (13 грудня 1998)
- Онуфрій (Легкий) (20 жовтня 1999)
- Володимир (Мороз) (30 липня 2000)
- Мариніна Ірина Никифорівна (3 червня 2001)
- Семчик Віталій Іванович (3 червня 2001)
- Шевченко Олександр Олександрович (14 лютого 2002)
- Шаповалов Анатолій Васильович (15 березня 2002)
- Костюк Микола Васильович (22 квітня 2002)
- Солдатенко Віктор Васильович (6 травня 2002)
- Гич Михайло Миколайович (25 листопада 2002)
- Кальний Владислав Іванович (25 січня 2003)
- Мішуков Олег Васильович (2003)
- Вряшник Олександр Андрійович (4 травня 2005)
- Никодим (Горенко) (28 липня 2005)
- Бондаренко Володимир Миколайович (18 жовтня 2005)
- Филип (Осадченко) (2005)
- Преснов Юрій Олександрович (20 січня 2006)
- Бабанський Василь Маркович (23 липня 2006)
- Байтала Михайло Романович (8 травня 2007)
- Доротич Сергій Іванович (2007)
- Виходцев Геннадій Анатолійович (6 червня 2008)
- Георгій Дигам (6 червня 2008)
- Маковецький Валерій Семенович (6 червня 2008)
- Ліфінцев Микола Панасович (3 листопада 2008)
- Елизабет Хьольцль (22 вересня 2011)
- Павло (Кравчук) (2012)
- Бачинський Роман Леонідович (29 травня 2017)
- Саєнко Ніна Олександрівна (2019)

### Сайти
- Нагороди та титули Української Православної Церкви 2009